# 민스크 메트로

노선도

민스크 메트로(벨라루스어: Мінскі метрапалітэн, 러시아어: Минский метрополитен, Minsk Metro)는 벨라루스의 수도 민스크에 있는 지하철이다. 1977년에 건설을 개시, 1984년에 첫 노선인 모스콥스카야 선이 개통되어 소비에트 연방에서 아홉번째로 지하철이 개통된 도시가 되었다. 1990년 두 번째 노선인 압토자봇스카야 선이 개통되었으며, 소비에트 연방의 붕괴 이후에도 조금씩 노선의 연장이 이루어졌다.
2013년 현재 2개 노선 28개 역이 운영중에 있다. 다른 구소련 도시들의 지하철과는 달리, 지하철의 깊이가 그다지 깊지 않은 것이 특징이다.
1999년 5월 30일에 압사사고가 발생, 53명이 사망한 바 있으며 2011년 4월 11일 옥챠브르스카야 역에서 폭탄 테러가 발생하여 15명이 사망하기도 했다.

## 노선
| # | 노선 이름 (벨라루스어/러시아어)                                       | 개통 | 총연장  | 역 개수 |
| - | --------------------------------------------------------------------- | ---- | ------- | ------- |
| 1 | 모스콥스카야선(벨라루스어: Маскоўская/러시아어: Московская)           | 1984 | 17.4 km | 14      |
| 2 | 압토자봇스카야선(벨라루스어: Аўтазаводская/러시아어: Автозаводская)   | 1990 | 18.1 km | 14      |
| 3 | 젤레날루즈스카야선(벨라루스어: Зеленалужская/러시아어: Зеленолужская) | 2020 | 3.5 km  | 4       |
|   | 합계                                                                  |      | 40.8 km | 33      |

## 같이 보기
- 지하철 목록